# فرانز ماريستشكا
فرانز ماريستشكا (بالألمانية: Franz Marischka)‏ هو كاتب سيناريو ومخرج وممثل نمساوي، ولد في 2 يوليو 1918 في النمسا، وتوفي في 18 فبراير 2009 في ألمانيا.

## وصلات خارجية
- فرانز ماريستشكا على موقع IMDb (الإنجليزية)
- فرانز ماريستشكا على موقع ألو سيني (الفرنسية)
- فرانز ماريستشكا على موقع ميوزك برينز (الإنجليزية)
- فرانز ماريستشكا على موقع أول موفي (الإنجليزية)
- فرانز ماريستشكا على موقع قاعدة بيانات الأفلام السويدية (السويدية)
- فرانز ماريستشكا على موقع ديسكوغز (الإنجليزية)
- فرانز ماريستشكا على موقع قاعدة بيانات الفيلم (الإنجليزية)
- فرانز ماريستشكا على موقع كينوبويسك (الروسية)